# Holtonova totální syntéza taxolu

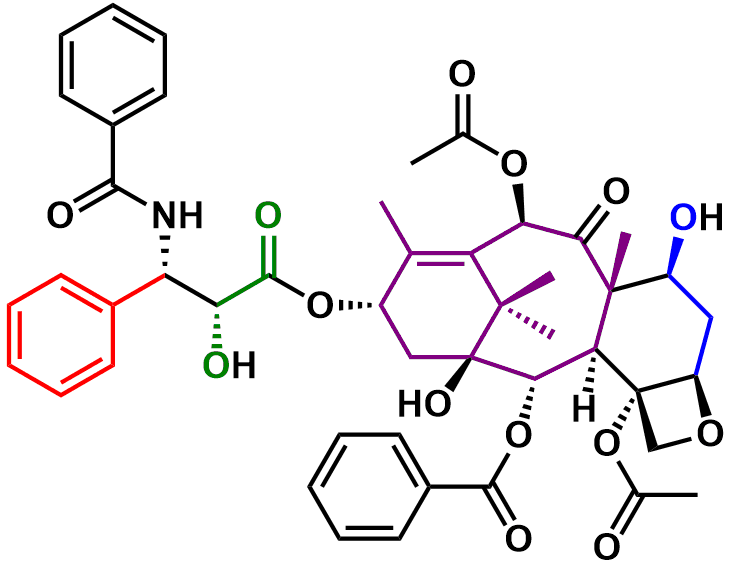
Holtonova totální syntéza taxolu z hlediska výchozích látek

Holtonova totální syntéza taxolu, kterou se svou skupinou zveřejnil Robert A. Holton v roce 1994, je první známá totální syntéza taxolu.
Holtonova totální syntéza taxolu patří mezi lineární syntézy, výchozí látkou je komerčně dostupná sloučenina patchoulenoxid, epoxid získávaná ve dvou krocích z terpenu patchoulolu a z borneolu.
Syntéza je enantioselektivní, z (−)-patchoulenoxidu vzniká (+)-taxol a z (−)-borneolu (−)-taxol se specifickou rotací ±47° (c=0,19 v MeOH). Holtonova syntéza je oproti jiným postupům poměrně krátká, obsahuje 46 lineárních kroků. Důvodem je převážně to, že patchoulenoxid obsahuje 15 z 20 uhlíkových atomů potřebných k tvorbě cyklické části molekuly taxolu.  
Dalšími materiály používanými při této syntéze jsou pent-4-enal, kyselina m-chlorperoxybenzoová, methylmagnesiumbromid a fosgen. Nejdůležitějšími přeměnami jsou zde Chanův přesmyk a oxidace sulfonyloxaziridinenolátu.

## Retrosyntéza

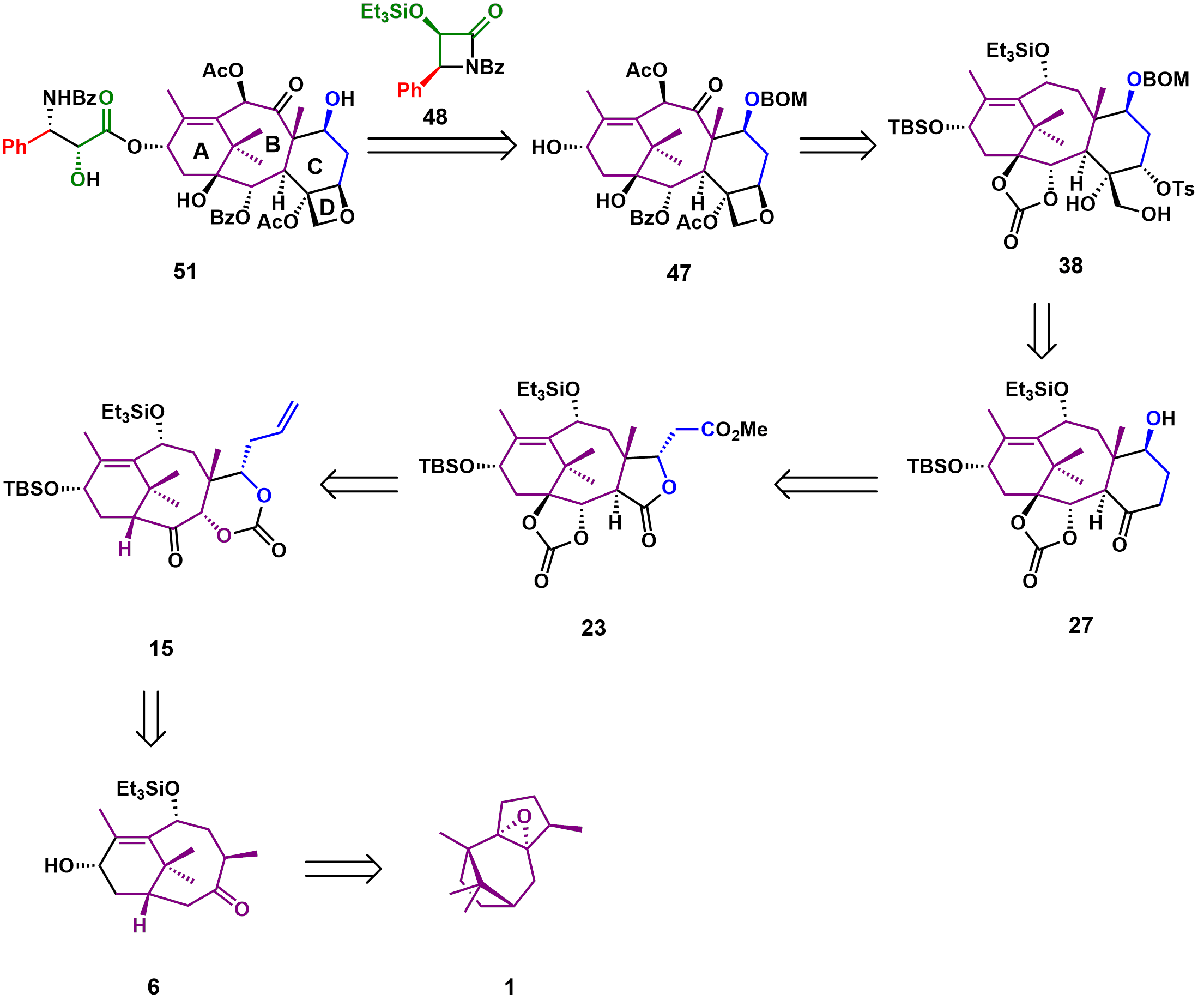
Retrosyntetická analýza Holtonovy totální syntézy taxolu

Taxol (51) se získává navázáním postranního řetězce na Odžimův laktam 48 vzniklý z alkoholu 47. Ze čtveřice kruhů se nejpozději vytváří kruh D, a sice vnitromolekulární SN2 reakcí hydroxytosylátu 38, získatelného z hydroxyketonu 27. Tvorbu šestičlenného kruhu C lze provést Dieckmannovou kondenzací laktonu 23, vytvořitelného Chanovým přesmykem karbonátu 15. Sloučenina 15 může být připravena z ketonu 6, který vznikne několika oxidacemi a přesmyky z patchoulenoxidu 1.

## Syntéza kruhu AB

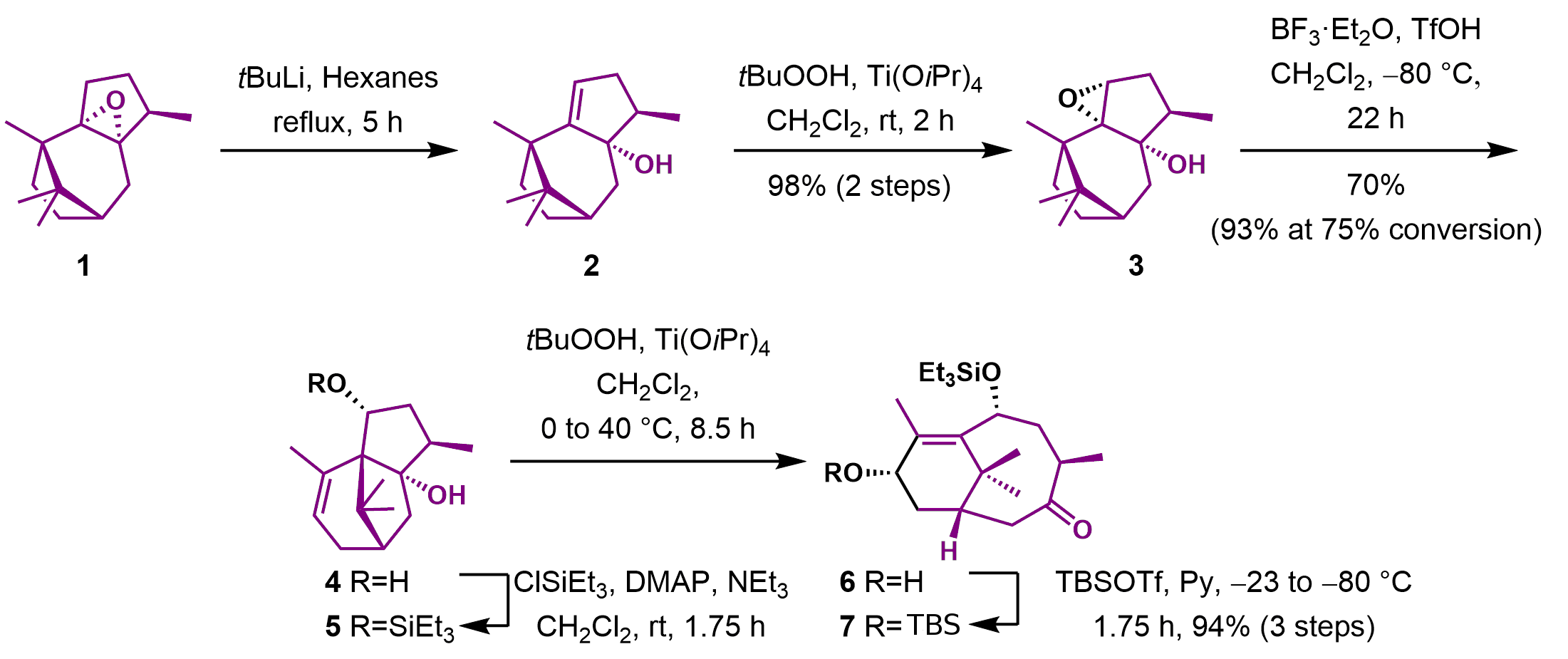
Obrázek 1

Reakcí epoxidu 1 s terc-butyllithiem byl odstraněn kyselý α-epoxidový proton, což vedlo k eliminaci a otevření epoxidového cyklu za vzniku allylového alkoholu 2. Tento alkohol byl epoxidován na epoxyalkohol 3 terc-butylhydroperoxidem a isopropoxidem titaničitým. Následně došlo za katalýzy fluoridem boritým jako Lewisovou kyselinou k otevření kruhu epoxidu, po němž následovaly přesmyk a eliminace za tvorby nenasyceného diolu 4. Nově vytvořená hydroxylová skupina byla ochráněna jako triethylsilylether (5). Spojením epoxidace kyselinou m-chlorperoxybenzoovou a Grobovy fragmentace katalyzované Lewisovou kyselinou vznikl keton 6, následně v třech krocích ochráněný v podobě terc-butyldimethylsilyletheru 7, s 94% výtěžností.

## Příprava kruhu C

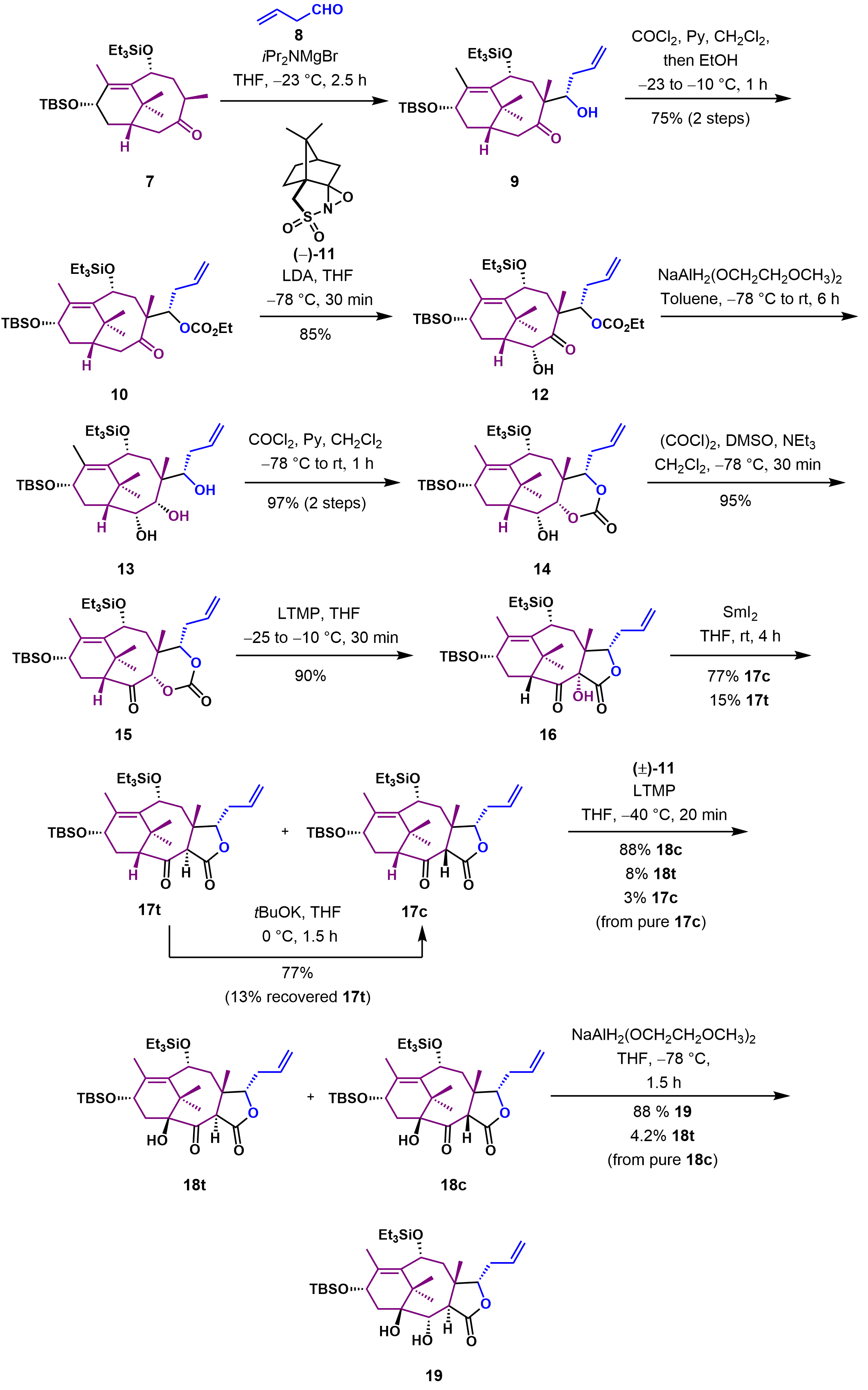
Obrázek 2

Další částí syntézy bylo navázání uhlíkových atomů potřebných k tvorbě kruhu C. Keton 7 reagoval s magnesiumbromiddiisopropylamidem v aldolové reakci s pent-4-enalem (8)  za vzniku β-hydroxyketonu 9. Hydroxyl byl ochráněn karbonátovou skupinou (10).  Oxidací enolátu ketonu 10 (-)-kamforsulfonyloxaziridinem (11) se vytvořil α-hydroxyketon 12. Redukcí tohoto ketonu pomocí 20 ekvivalentů bis(2-methoxyethoxy)hydridohlinitanem sodným se utvořil triol 13, následně reakcí s fosgenem převedený na karbonát 14. Swernovou oxidací alkoholu 14 se vytvořil keton 15. V následujícím kroku proběhla tvorba vazby potřebné pro spojení kruhů B a C Chanovým přesmykem sloučeniny 15 působením tetramethylpiperididu lithného za vzniku α-hydroxylaktonu 16 s 90% výtěžností. Byla odstraněna hydroxylová skupina reakcí s jodidem samarnatým za tvorby enolu, který prošel chromatografií na silikagelu, čímž se oddělily diastereomery cis 17c (77 %) a trans 17t (15 %), trans-izomer šlo přeměnit na 17c působením terc-butoxidu draselného. Reakcí čistého 17c s tetramethylpiperididem lithným a (±)-kamforsulfonyloxaziridinem se utvořily oddělitelné α-hydroxyketony 18c (88 %) a 18t (8 %) a menší množství výchozího materiálu (3 %). Redukcí čistého ketonu 18c bis(2-methoxyethoxy)hydridohlinitanem sodným a následné přidání zásady vedlo k epimerizaci na diol 19 s 88% výtěžností.

## Syntéza kruhu C

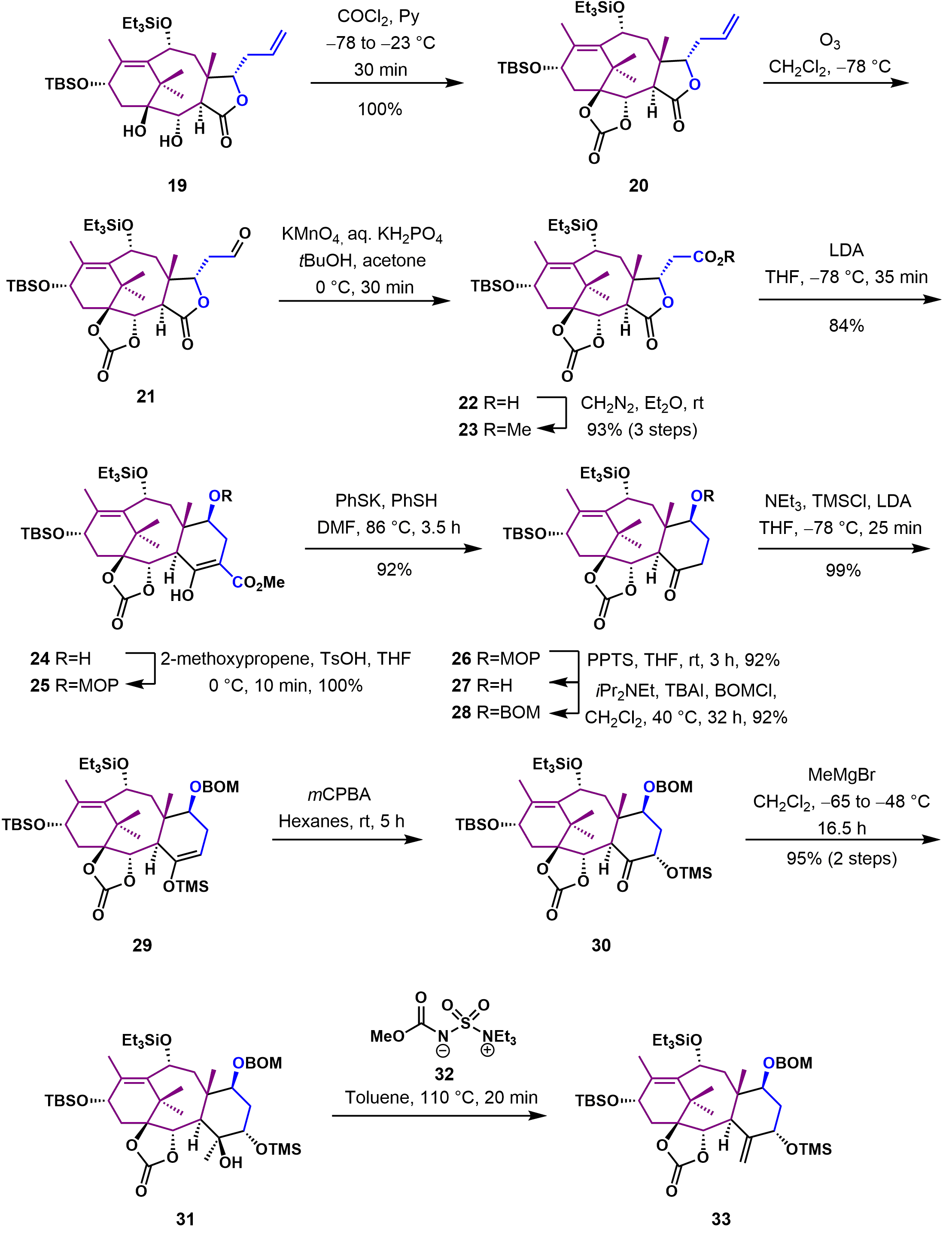
Obrázek 3

Diol 19 byl reakcí s fosgenem ochráněn jako karbonátový ester (20). Koncová alkenová skupina sloučeniny 20 byla následně přeměněna na methylester ozonolýzou, oxidací manganistanem draselným a esterifikací diazomethanem. Rozšířením kruhu následně vznikl cyklický řetězec kruhu C 24 Dieckmanovou kondenzací laktonu 23 za použití diisopropylamidu lithného jako zásady, za teploty -78 °C. K dekarboxylaci 24 bylo potřeba navázat na hydroxyl 2-methoxy-2-propyletherovou skupinu (25); samotné dekarboxylace bylo dosaženo působením thiofenolátu draselného v dimethylformamidu, vznikl přitom chráněný hydroxyketon 26. V následujících dvou krocích proběhlo odpojení 2-methoxy-2-propyletherové chránicí skupiny, takto vzniklý alkohol 27 byl ochráněn jako benzyloxymethylether 28. Keton se přeměnil na trimethylsilylenolether 29, následně Rubottomovou oxidací kyselinou m-chlorperoxybenzoovou vznikl trimethylsilylovaný acyloin 30. Poslední uhlík vytvářející strukturu taxolu se do molekuly dostal Grignardovou reakcí ketonu 30 s methylmagnesiumbromidem v desetinásobném přebytku za tvorby terciárního alkoholu 31, výsledkem jehož reakce s Burgessovým činidlem (32) se stal exocyklický alken 33.

## Syntéza kruhu D a úprava kruhu AB

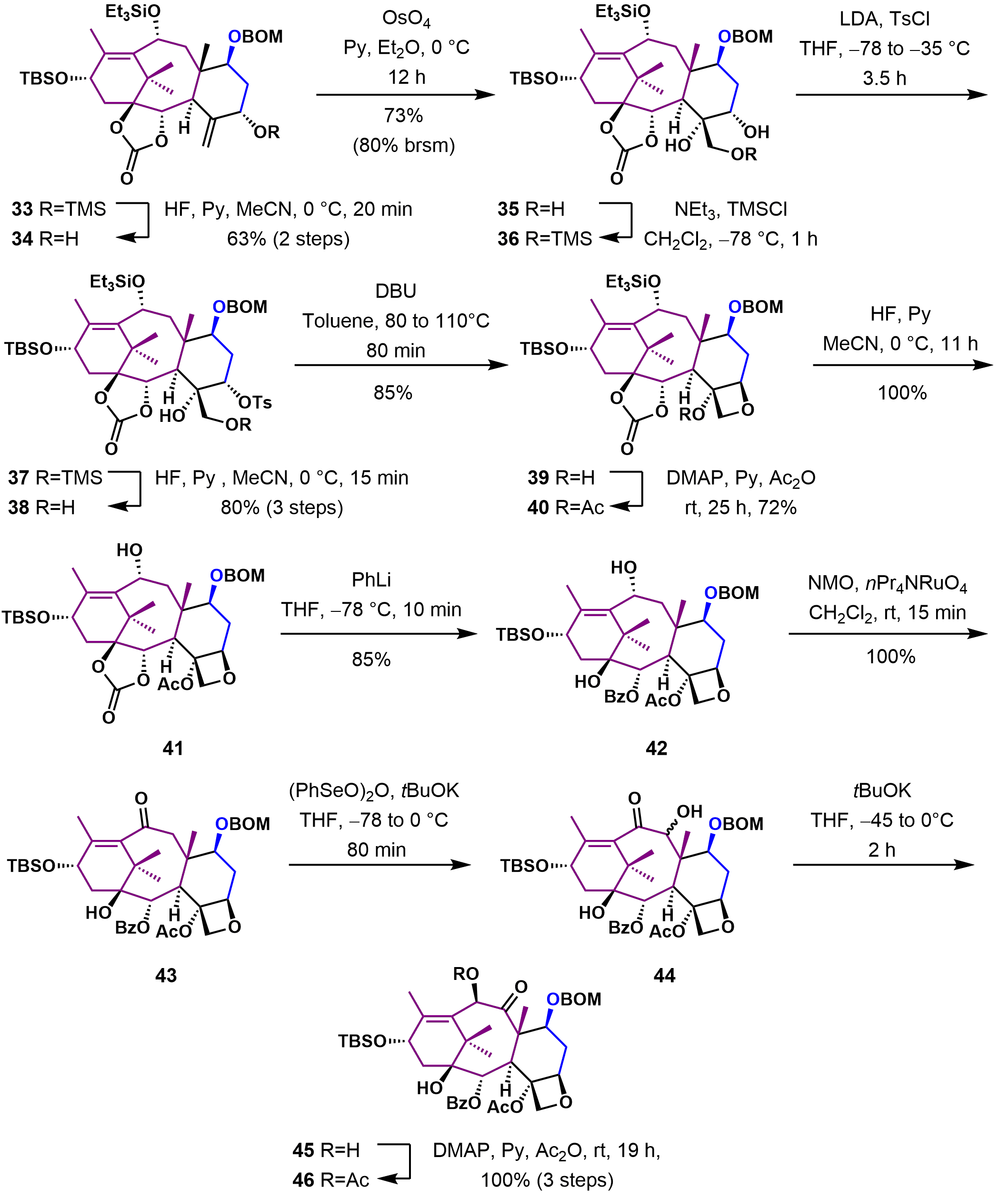
Obrázek 4

V této části syntézy (viz obrázek 4) byl již dokončen kruh D a na kruh B byly navázány správné substituenty. Allylalkohol 34, získaný odpojením silylenoletherové chránicí skupiny z 33 kyselinou fluorovodíkovou, se oxidem osmičelým v pyridinu zoxidoval na triol 35. Po ochránění primárního hydroxylu byla sekundární hydroxylová skupina u 36 upravena na dobrou odstupující skupinu reakcí s 4-toluensulfonylchloridem. Po odvázání trimethylsilyletherové chránicí skupiny z 37 se utvořil tosylát 38, jenž byl poté cyklizován na oxetan 39 nukleofilním odštěpením tosylátu se změnou konfigurace. Dosud nechráněný terciární alkohol byl acylován a po odštěpení triethylsilylové skupiny vznikl alkohol 41. Odštěpení karbonátového esteru proběhlo působením fenyllithia v tetrahydrofuranu při -78 °C, vytvořil se jím alkohol 42. Nechráněná sekundární alkoholová skupina se zoxidovala na keton 43 ruthenistanem tetrapropylamonným a N-methylmorfolin-N-oxidem. Sloučenina prošla deprotonací terc-butoxidem draselným v tetrahydrofuranu a produkt byl dále oxidován benzenseleninanhydridem na α-hydroxyketon 44. Další reakcí 44 s terc-butoxidem draselným se odstranila α-hydroxyketonová skupina za vzniku sloučeniny 45 Lobryho-de Bruynovou–van Ekensteinovou přeměnou; tato sloučenina se poté zacylovala za tvorby α-acetoxyketonu 46.

## Navázání postranního řetězce

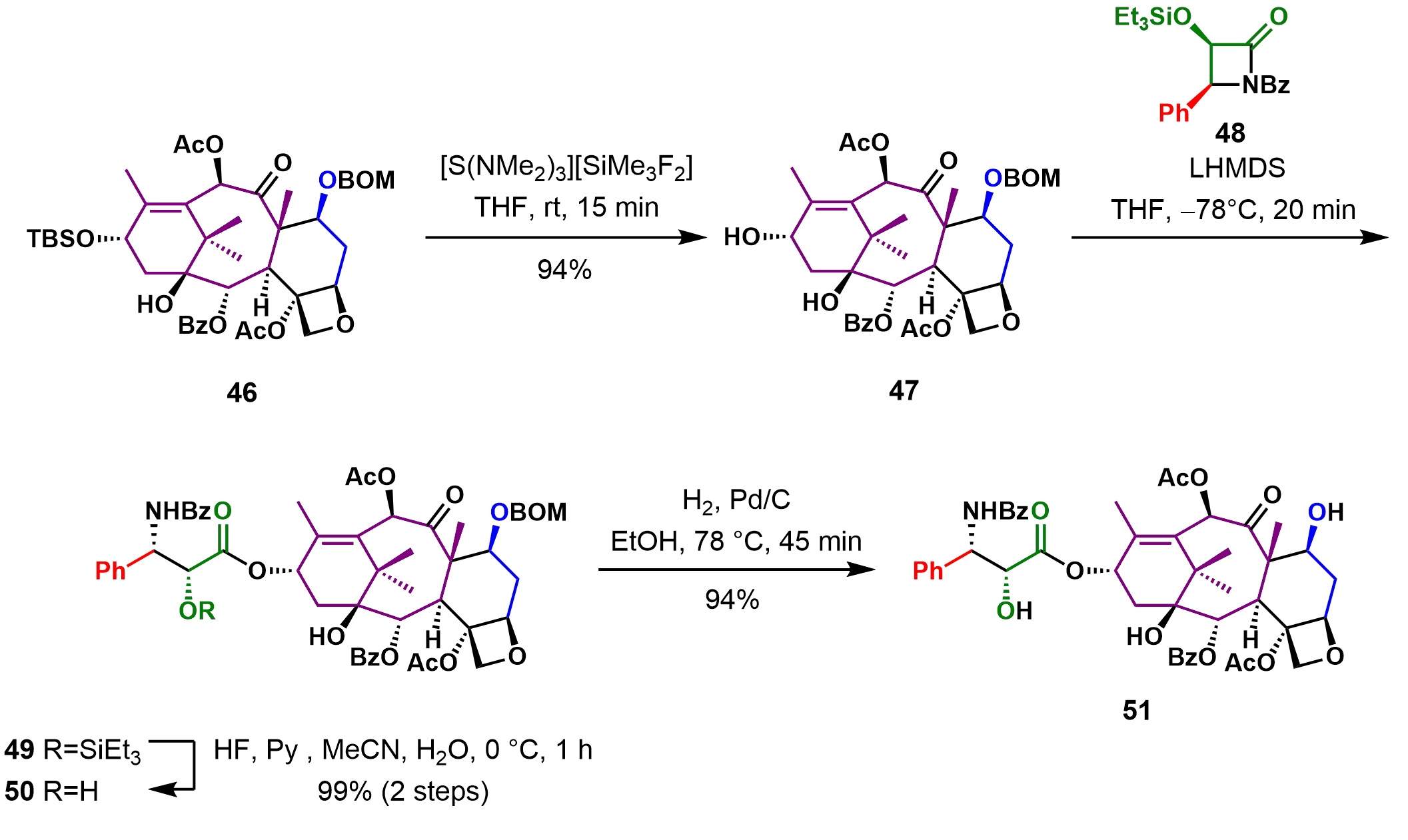
Obrázek 5

V konečné části syntézy byla zbavena chránicí skupiny a vznikl alkohol 47. Reakcí jeho lithného alkoxidu 47 s Odžimovým laktamem 48 se navázal postranní řetězec u 49. Odvázáním triethylsilyletherové chránicí skupiny působením kyseliny fluorovodíkové a benzyloxymethyletheru v redukčním prostředí se vytvořil (−)-taxol 51.

## Příprava prekurzorů
Patchoulenoxid (1) se vytvořil z patchoulolu (52) posloupností kysele katalyzovaných karbokationtových přesmyků skrze eliminace v souladu s Zajcevovým pravidlem za vzniku patchoulenu (53). Epoxidací 53 kyselinou peroctovou se utvořil patchoulenoxid 1.

## Chránicí skupiny

### Benzyloxymethyl
Navázání: Benzyloxymethylchlorid, N,N-diisopropylethanamin, jodid tetrabutylamonný, refluxovaný dichlormethan
Odstranění: H2, Pd/C
Alkohol 27 byl ochráněn jako benzyloxymethylether, což je odolnější chránicí skupina než 2-methoxy-2-propyl.

### Asymetrický karbonát
Navázání: fosgen, pyridin, ethanol v dichlormethanu, -23 až -10 °C.
Odstranění: Bis(2-methoxyethoxy)hydridohlinitan sodný
Sekundární alkoholová skupina penten-4-alového produktu aldolové reakce, 9, byl ochráněn jako asymetrický karbonátový ester. Odstranění proběhlo současně s redukcí ketonu 12 bis(2-methoxyethoxy)hydridohlinitanem sodným.

### Cyklický karbonát [1]
Navázání: fosgen, pyridin, dichlormethan, -78 °C až pokojová teplota
Odstranění: Chanův přesmyk (působením tetramethylpiperididu lithného).
Cyklický karbonát se odštěpil při Chanově přesmyku u sloučeniny 15, čímž vznikla vazba uhlík–uhlík jako součást uhlíkového řetězce taxolu.

### Cyklický karbonát [2]
Navázání: fosgen, pyridin, -78 až -23 °C
Odštěpení: fenyllithium v tetrahydrofuranu při -78 °C.
Diol 19 byl ochráněn jako cyklický karbonát, oddělený fenyllithiem v tetrahydrofuranu při 78 °C za vzniku hydroxybenzoátu 42.

### 2-methoxy-2-propyl
Navázání: kyselina p-toluensulfonová a 2-methoxypropen
Odstranění: tetra-n-butylamoniumfluorid (1 mol eq., tetrahydrofuran, -1 °C)
Hydroxyl u hydroxyesteru 24 byl ochráněn jako 2-methoxy-2-propylether, aby se zabránilo dekarboxylaci β-ketoesterové skupiny.

### Terc-butyldimethylsilyl
Navázání: butyllithium, tetrahydrofuran, terc-butyldimethylsilylchlorid
Oddělení: Tris(dimethylamino)sulfoniumdifluortrimethylsilikát
Po Grobově fragmentaci byl vzniklý alkohol 6 ochráněn jako terc-butyldimethylsilylether 7, tato skupina byla odstraněna až před navazovaáním postranního řetězce.

### Triethylsilyl [1]
Navázání: Triethylsilylchlorid, 4-dimethylaminopyridin, pyridin
Odvázání: Komplex kyseliny fluorovodíkové s pyridinem v acetonitrilu
Sekundární hydroxylová skupina diolu 4 byla chráněna jako triethylsilylether, aby se neúčastnila Grobovy fragmentace. Odštěpení bylo provedeno u 37, přičemž se obnovil alkohol.

### Triethylsilyl [2]
Navázání: viz Odžimův laktam
Odstranění: Kyselina fluorovodíková, pyridin, acetonitril, 0 °C
Sekundární alkoholová skupina sloučeniny 48 musela být chráněna až do dokončení navazování postranního řetězce na sekundární hydroxyl kruhu A.

### Trimethylsilyl [1]
Navázání: Diisopropylamid lithný, trimethylsilylchlorid
Odstranění: Kyselina fluorovodíková, pyridin, acetonitril.
Keton 25 byl ochráněn jako trimethylsilylenolether a následně oxidován kyselinou m-chlorperoxybenzoovou, přičemž se trimethylsilylová skupina přesunula na 2-hydroxyl.

### Trimethylsilyl [2]
Navázání: Trimethylsilylchlorid
Odstranění: kyselina fluorovodíková, pyridin, acetonitril
Primární hydroxylová skupina triolu 35 byla ochráněna jako trimethylsilylether, aby mohla být uskutečněna aktivace sekundární hydroxylové skupiny tosylátem.